# Паскера Сан Дефенденте - Зотана (Кунео)
Паскера Сан Дефенденте - Зотана је насеље у Италији у округу Кунео, региону Пијемонт.
Према процени из 2011. у насељу је живело 149 становника. Насеље се налази на надморској висини од 550 м.